# Descartes (månekrater)
Descartes er et stærkt nedslidt nedslagskrater på Månen. Det befinder sig i det forrevne sydligt-centrale højland på Månens forside og er opkaldt efter den franske matematiker og filosof René Descartes (1596 – 1650).
Navnet blev officielt tildelt af den Internationale Astronomiske Union (IAU) i 1935.

## Omgivelser
Sydvest for Descarteskrateret ligger Abulfedakrateret.

## Karakteristika
Kraterranden omkring Descartes er kun bevaret på visse strækninger og mangler helt mod nord. Krateret "Descartes A" ligger over den sydvestlige rand. Kraterbunden indeholder adskillige kurvede højderygge, som er koncentriske med de bevarede ydre vægge mod nordvest og sydøst.
En del af den ydre rand omfatter et område, som har højere albedo end den omgivende overflade. Målinger foretaget af Clementine-månesonden viste, at dette var en magnetisk anomali—den stærkeste på Månens forside. Dette magnetfelt kan afbøje partiklerne i solvinden og dermed forhindre den underliggende overflade i at blive mørkere på grund af påvirkning herfra.
Omkring 50 km nord for krateret var landingsstedet for Apollo 16. Det ujævne terræn omkring landingsområdet betegnes af og til som Descartes-højlandet eller Descartes-bjergene.

## Satellitkratere
De kratere, som kaldes satellitter, er små kratere beliggende i eller nær hovedkrateret. Deres dannelse er sædvanligvis sket uafhængigt af dette, men de får samme navn som hovedkrateret med tilføjelse af et stort bogstav. På kort over Månen er det en konvention at identificere dem ved at placere dette bogstav på den side af satellitkraterets midte, som ligger nærmest hovedkrateret. Descarteskrateret har følgende satellitkratere:
| Descartes | Længde  | Bredde  | Diameter |
| --------- | ------- | ------- | -------- |
| A         | 12,1° S | 15,2° Ø | 16 km    |
| C         | 11,0° S | 16,3° Ø | 4 km     |

## Måneatlas
- Billeder af Descarteskrateret i LPI-måneatlasset